# يانيتسا كوستيليتش
قالب:Infobox alpine ski racer
يانيتسا كوستيليتش (Janica Kostelić) هي لاعبة أولمبية لرياضة التزلج على المنحدرات الجليدية من كرواتيا. شاركت في الأولمبياد الشتوي في 2002–2006، وفازت بما مجموعه 6 ميداليات.

## الميداليات
| ذهب | فضة | برونز | المجموع |
| 4   | 2   | 0     | 6       |

## روابط خارجية
- يانيتسا كوستيليتش على موقع الاتحاد الدولي للتزلج (التزلج على المنحدرات الثلجية) (الإنجليزية)
- يانيتسا كوستيليتش على موقع اللجنة الأولمبية الدولية (الإنجليزية)
- يانيتسا كوستيليتش على موقع أوليمبيديا (الإنجليزية)